# حسين لحلافي
حسين لحلافي (1905 - 1974) شاعر ليبي.

## حياته
ولد عام 1905 في قرية المخيلي على الأطراف الشمالية للصحراء فوق هضبة الجبل الأخضر، وتلقى فيها مبادئ تعليمه. درس وحفظ القرآن الكريم في الجغبوب ثم رحل منها عام 1925، حين امتد إليها الاحتلال الإيطالي، حيث التحق بالأزهر الشريف.

## نشاطه
وفي عام 1940 قطع دراسته في مراحلها الأخيرة ليلتحق بجيش التحرير حيث كان من ضمن من تم حصارهم في طبرق. عمل عضوا بجمعية عمر المختار حيث أسندت إليه رئاسة القسم الثقافي في فرعها في درنة سنة 1943. أسس أول مدرسة في منطقة الإبرق بالجبل الأخضر عام 1948، ثم عُين قاضيًا في طبرق عام 1948، ثم نُقل قاضيا بمدينة أجدابيا عام 1954. وفي عام 1956 عُين وكيلا للمعهد الديني بـ البيضاء والذي أسهم في تأسيسه، ثم شيخًا للقسم العالي الذي أصبح فيما بعد جامعة محمد بن علي السنوسي. استقال من الوظيفة عام 1960، وانتقل إلى مدينة درنة حيث كان خطيبا وإماما بالمسجد العتيق بمدينة درنة. عاد إلى البيضاء عام 1965 لتولي إدارة المساجد بجامعة محمد بن علي السنوسي والتي بقي فيها حتى سنة 1969.

## شعره
صدر له ديوان شعر باللغة العربية الفصحى حمل اسم «ديوان شاعر الجبل الأخضر حسين الأحلافي» سنة 1990، وأيضًا ديوان باللهجة العامية الليبية بعنوان «ديوان حسين محمد الحلافي» سنة 2004.

## أبناؤه
إدريس، وعبد العزيز، وفيصل، وفضيل، وعائشة، ورقية، وحسنية، ومحمد.

## وفاته
توفي يوم 20 رجب1394 هـ الموافق 8 أغسطس 1974 ودفن بمدينة البيضاء.